# القاص ميرزا
القاص ميرزا (922 - 957 هـ) هو من أمراء الدولة الصفوية، وهو إلى جانب ذلك أديب وشاعر.